# Aeroportul Casablanca-Anfa
Aeroportul Casablanca-Anfa (IATA: CAS, ICAO: GMMC) este un aeroport din Casablanca-Settat⁠(d), Maroc ce deservește zona Casablanca. A fost numit după zona deservită.
Situat la o altitudine de 62 m, aeroportul dispune de 1 pistă.

## Infrastructură

### Piste
Aeroportul dispune de o singură pistă. Pista are orientarea 08/26. 